# Dètohou
Dètohou ist ein Arrondissement im Departement Zou im westafrikanischen Staat Benin. Es ist eine Verwaltungseinheit, die der Gerichtsbarkeit der Kommune Abomey untersteht.

## Demografie und Verwaltung
Gemäß der Volkszählung 2013 des beninischen Statistikamtes INSAE hatte das Arrondissement 5604 Einwohner, davon waren 2772 männlich und 2832 weiblich.
Von den 41 Dörfern und Quartieren der Kommune Abomey entfallen fünf auf Dètohou:
1. Allomakanmè
2. Détohou Centre
3. Guèguèzogon
4. Kodji Centre
5. Wo-Tangadji